# Sverre Sigurdsson
Sverre Sigurdsson (en nòrdic antic: Sverrir Sigurðarson, 1151 - Bergen, 9 de març de 1202). Rei de Noruega de 1184 a 1202. Suposadament era un fill il·legítim del rei Sigurd II.
És vist per molts historiadors com un dels monarques noruecs més importants de la història. Va arribar al poder com a líder d'un grup rebel, els birkebeiner, en oposició a un altre monarca, Magnus V, amb el qual va protagonitzar una llarga i sagnant guerra civil. 
Va tenir entre els seus principals enemics a l'Església Catòlica, que va procedir a la seva excomunió en 1194. Va haver de bregar amb diverses rebel·lions, i de fet mai va poder establir la pau al país. 
Va ser un brillant estrateg i improvisador, tant en la política com en l'aspecte militar. Les seves tàctiques innovadores van ajudar els birkebeiner - un grup d'activitats marginals fins a l'arribada de Sverre- a convertir-se en un exèrcit ben entrenat, adaptable i amb una gran organització. Es creu que Sverre era de curta alçada, perquè solia combatre a cavall, en contraposició a la tradició nòrdica on els reis encapçalaven al seu exèrcit en la línia de batalla.
La font més important sobre la seva vida és la Saga de Sverre, un document escrit en vida del monarca, i considerada com una font en certa manera parcial, ja que va ser escrita sota la patrocinación directa de Sverre. Una font alternativa és la correspondència sostinguda entre els bisbes i el papa sobre els assumptes corresponents a l'Església.

## Primers anys

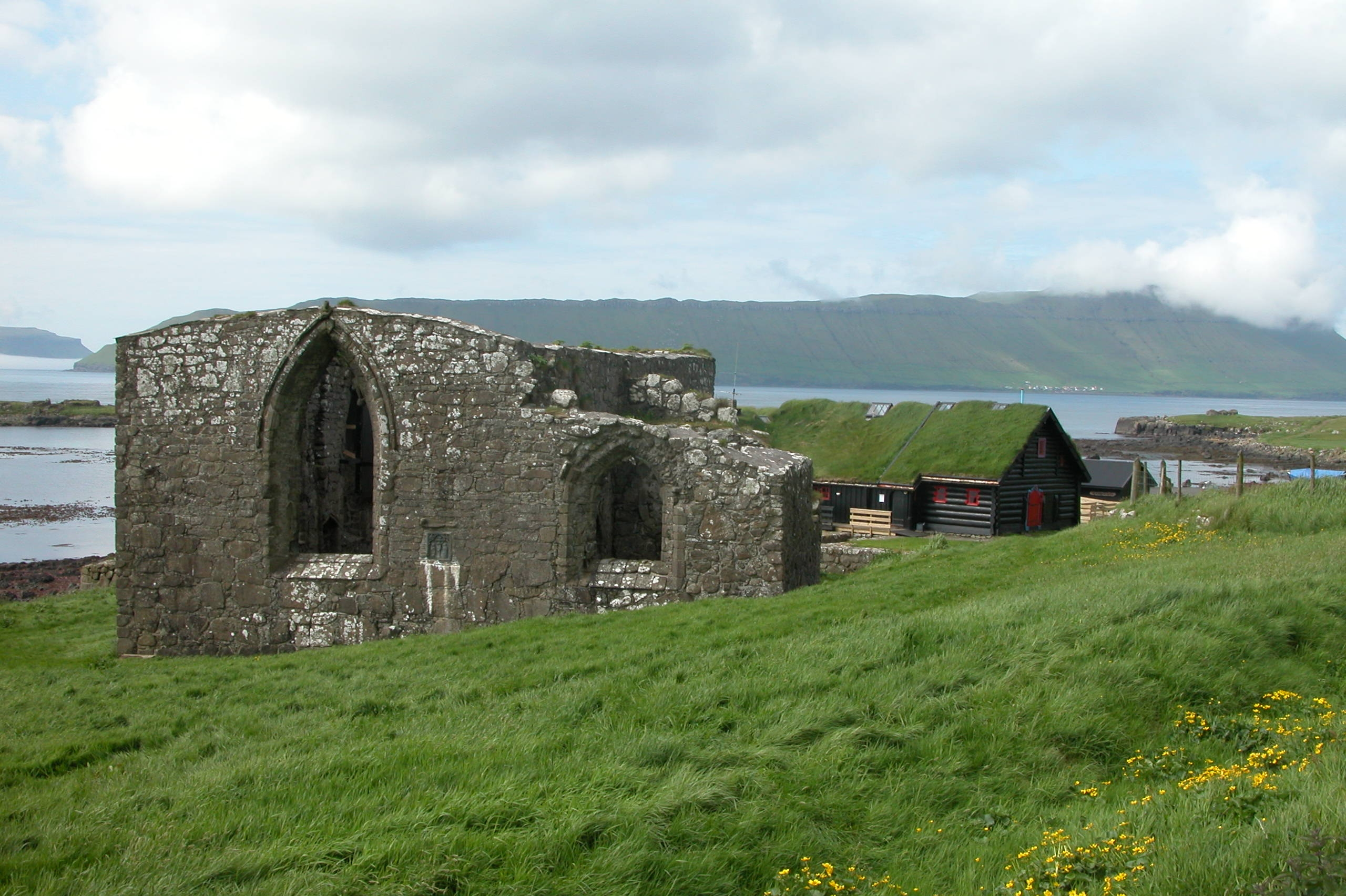
Kirkjubøur, a les Illes Fèroe.

D'acord amb la Saga de Sverre, aquest va néixer en 1151, fill de Gunhild i Unås. Quan Sverre tenia cinc anys, la família es va mudar a les illes Fèroe per viure amb Rosega, l'oncle patern de Sverre, qui era bisbe de les illes. Sverre creixeria i viuria en la residència episcopal a Kirkjubøur, al que avui es coneix com la granja Kirkjubøargarður, on va estudiar per a sacerdot fins a ser ordenat. La seva educació va ser d'alta qualitat.
No obstant això, Sverre no tenia una vocació real per servir a l'Església. Segons la saga, va tenir diversos somnis que ell va considerar com un senyal destinat als reis. En 1175, la seva mare li va revelar que en realitat era fill del rei Sigurd II. A l'any següent, el jove va viatjar a Noruega a buscar el seu destí.

## La veracitat de les reivindicacions de Sverre
La història narrada en la Saga de Sverre és l'única font que diu que era fill de Sigurd II, fet que la majoria dels historiadors moderns posen en dubte. 
D'altra banda, la llei canònica establia que per ser ordenat com a sacerdot, s'havien de tenir almenys trenta anys. Així, si Sverre tenia trenta anys quan va ser ordenat, hauria d'haver nascut no després de 1145, quan Sigurd II, el seu suposat pare, només tenia dotze anys. 
Pot ser que Sverre cregués les seves pròpies afirmacions, però sempre es va negar a sotmetre's a una ordalia o judici de Déu per provar la seva ascendència real. 

## Noruega en 1176
En 1176, Noruega es recuperava lentament de diverses dècades de guerres civils originades en gran manera per les ambigües lleis de successió. D'acord amb els vells costums, tots els fills d'un rei, fossin legítims o no, tenien el mateix dret al tron. Era comú que el govern es repartís entre germans, però quan s'originaven desacords entre aquests, es produïen freqüentment guerres.
Sigurd II, el suposat pare de Sverre, havia estat assassinat per ordres del seu germà Inge I en 1155. El fill de Sigurd, Haakon Herdebrei, va ser triat pels seguidors del seu pare com a rei en oposició a Inge. El conflicte va dividir les regions del regne: Inge va conservar Viken, mentre la plaça forta de Haakon va ser la regió de Trøndelag. Quan Inge va morir el 1161, els seus seguidors van nomenar a Magnus Erlingsson, de cinc anys, com el seu nou rei. Però quan un any més tard moria Haakon Herdebrei, la seva facció va començar a perdre pes. Així doncs, en 1164 Magnus va ser coronat per l'arquebisbe de Nidaros ØYstein Erlendsson, amb l'Església i la major part de l'aristocràcia del seu costat. Erling Skakke, el pare de Magnus, va assumir la regència durant la minoria d'edat del seu fill.

## La trobada de Sverre amb els birkebeiner
Un cop a Noruega, Sverre va arribar a la regió de Östergötland, a Suècia, abans de Nadal. Aquí va conèixer a un líder local, el jarl Birger Brosa, qui estava casat amb Brígida Haraldsdatter, filla il·legítima de Harald IV de Noruega. Sverre va revelar les seves reclamacions a Birger Brosa, però aquest es va negar a oferir-li ajuda, ja que ja recolzava a un grup opositor, els birkebeiner. Aquest grup, els integrants del qual eren molt pobres, s'havia originat en 1174 sota el lideratge de Øystein Møyla, un pretendent al tron. El gener de 1177, els birkebeiner van sofrir una aclaparadora derrota en la batalla de Re, on el mateix Øystein va caure en combat. Sverre es va trobar amb el grup en Värmland i va poder convèncer-los d'acceptar-lo com el seu nou cabdill.

## Ascens al poder

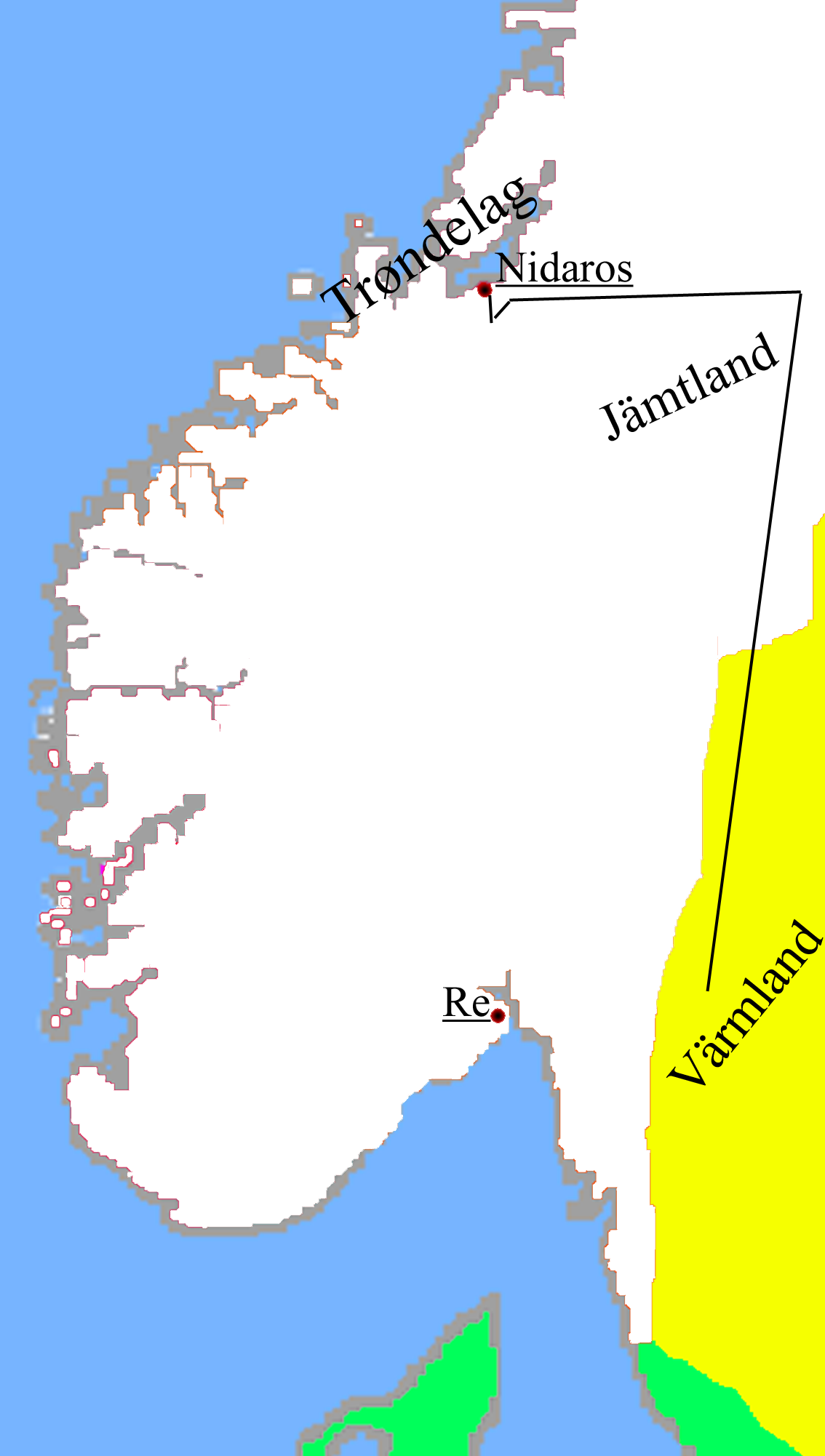
El viatge de Sverre a Nidaros, en 1177.

Quan Sverre va contactar als birkebeiner, aquests no comptaven amb més de 70 homes i no representaven més que una banda de renegats amb poques possibilitats d'èxit. 
Malgrat la persecució constant que patiren per part de les forces de Erling Skakke i Magnus V, al juny de 1177 Sverre va conduir als seus homes a Trøndelag, on va ser proclamat rei pel Øreting. L'esdeveniment va tenir un fort pes simbòlic, ja que aquest era el lloc tradicional per a l'elecció d'un rei. Una vegada proclamat rei Sverre, els birkebeiner es van desplaçar d'un lloc a un altre, perseguits pels seus enemics i patint atacs dels camperols locals, fins que van poder passar l'hivern en Østerdal, després d'una penosa marxa a través de les muntanyes de Sogne,
En la primavera van tornar a Trøndelag i es va planejar una nova estratègia de confrontació. Van atacar la ciutat de Nidaros, però van ser derrotats en la batalla de Hatthammeren. Després de moure's cap al sud, van trobar a l'exèrcit de Magnus en Ringerike, on els birkebeiner s'alçarien amb una victòria tàctica. Embravits, van tornar a Trøndelag, i aconseguirien dominar la regió i romandre en Nidaros durant l'hivern.
La primavera del 1179, Magnus i Erling Skakke van atacar Nidaros obligant els birkebeiner a retirar-se de la ciutat. Però Sverre, en arribar a la vall anomenada Gauldalen, va donar mitja volta i els dos exèrcits es van trobar el 19 de juny en la batalla de Kalvskinnet. Erling Skakke va caure en combat en una trobada que va acabar amb la clara victòria de Sverre, que va assegurar el  seu domini sobre Trøndelag.

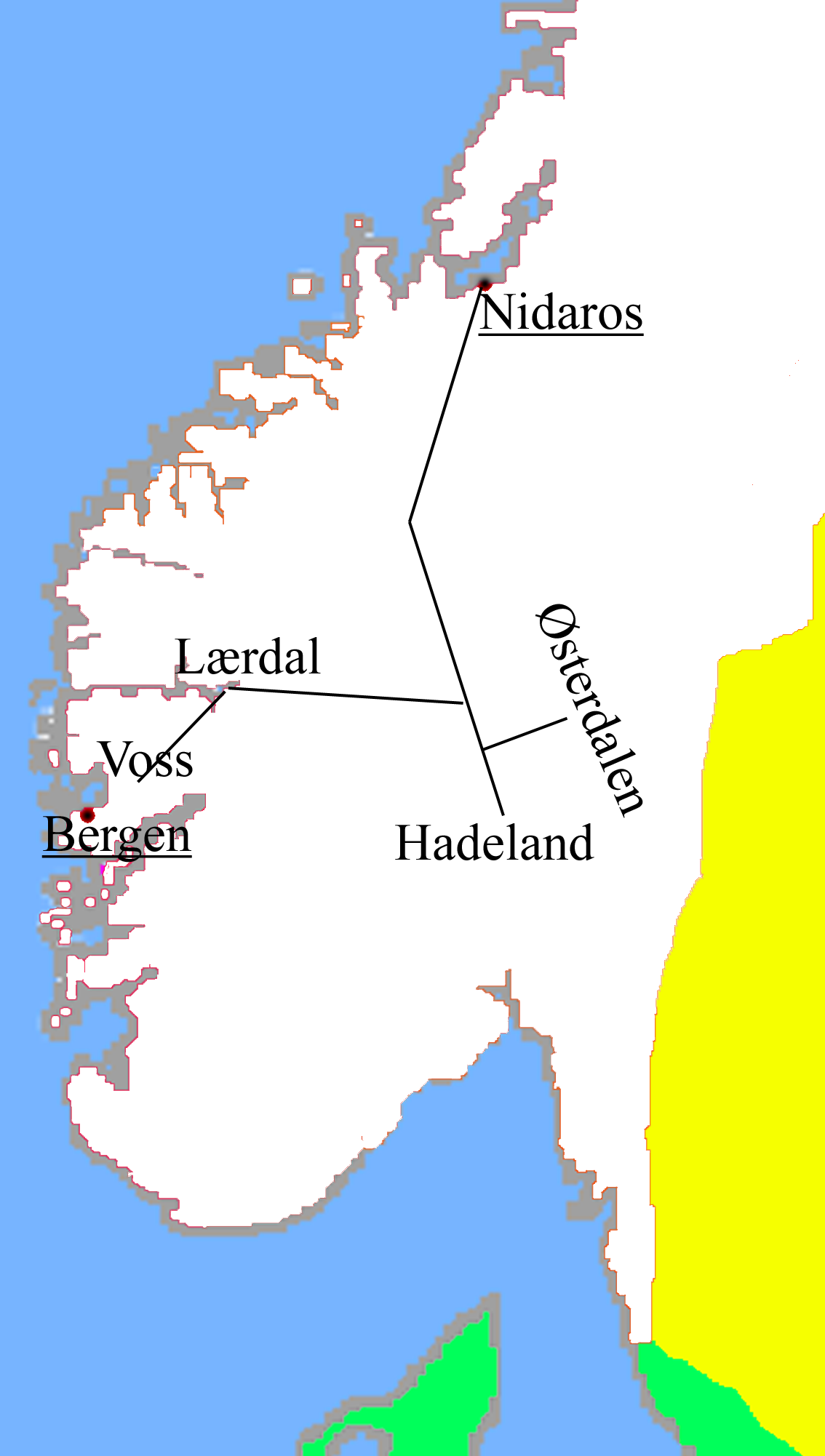
El viatge de Sverre a través de les muntanyes cap a Voss i de retorn.

Després de la seva victòria en Kalvskinnet, la guerra va canviar. Els trønder van acceptar a Sverre com el seu rei, i les forces dels dos bàndols enemics es van equilibrar. En algun moment, les forces de Magnus van rebre el nom de Heklung. Hekle significa caputxa en nòrdic antic, i és probable que fes al·lusió a la vestimenta tradicional dels monjos, potser per l'estreta relació que el grup de Magnus mantenia amb l'Església.
Magnus Erlingsson va atacar novament Trøndelag en la primavera de 1180, amb un exèrcit reforçat per reclutes de l'oest de Noruega. En la batalla de Ilevollene, als afores de la ciutat de Nidaros, els Heklung van ser derrotats novament, i Magnus va haver de fugir a Dinamarca. Amb Magnus fora del país, Sverre va poder avançar cap al sud i ocupar la ciutat de Bergen.
Amb la determinació d'aconseguir una victòria definitiva sobre els birkebeiner, Magnus va tornar amb la seva flota a l'any següent. Les dues forces es van trobar en el mar en la batalla de Nordnes, el 31 de maig de 1181, i de nou la victòria fou pels Birkebeiner, ja que els Heklung es van batre en retirada quan es va propagar el fals rumor que Magnus havia mort. Sverre es va retirar cap a Trøndelag, i poc després es van iniciar alguns intents de negociació, però Magnus es va negar a acceptar a Sverre com un rei al seu mateix nivell, i Sverre no va acceptar ser un vassall de Magnus.
La guerra va seguir amb Sverre atacant i saquejant la regió de Viken, plaça forta dels Heklung, i Magnus atacant de nou Trøndelag i incendiant la flota dels birkebeiner. 
Sverre va començar un extens programa de construcció de vaixells de guerra doncs sense flota no tenia la possibilitat d'estendre els seus dominis cap al sud. Amb ella, en la primavera de 1183, Sverre va atacar Bergen i va prendre als Heklung per sorpresa, apoderant-se de tota la seva flota. Magnus va escapar a Dinamarca, deixant abandonats la seva corona i el seu ceptre.
Va retornar a la primavera de 1184 amb nous vaixells. Les dues flotes es van trobar el 15 de juny en Fimreite, en l'estret i llarg Fiord de Sogn, on es donaria l'última trobada entre els birkebeiner i els Heklung. El vaixell de Sverre, el Mariasuda, es va imposar a la flota enemiga per la seva grandària excessiva, que li permetia col·locar una gran fila d' arquers. En la batalla van morir ferits o ofegats els principals líders dels Heklung, inclòs Magnus. Sense un líder, els Heklung van desaparèixer com a partit polític. Així, Sverre es va erigir, després de sis anys de guerra, en l'únic rei de Noruega.

## Conflictes en el seu regnat

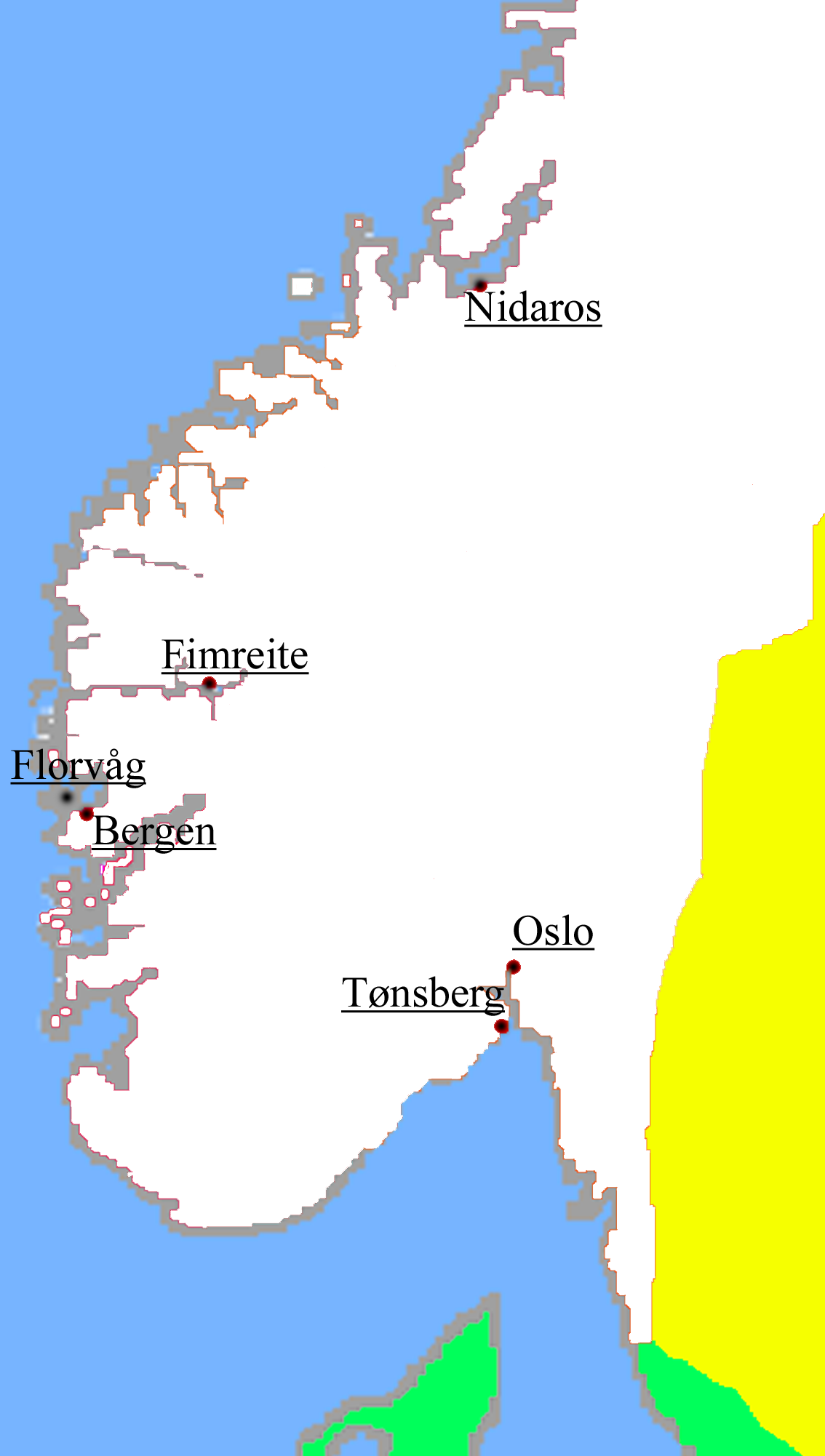
Localització de les principals batalles durant el regnat de Sverre.

Una vegada que Sverre i els birkebeiner van aconseguir el govern de Noruega, el rei va col·locar als seus homes de confiança en les posicions més elevadas del govern i l'exèrcit, i va pactar enllaços matrimonials entre els seus homes i l'antiga noblesa. Sverre va contreure matrimoni amb Margarida de Suècia, la filla del rei Erico el Sant i germana de Canó I de Suècia.
Però la reconciliació va ser difícil. La guerra contra Magnus havia estat particularment llarga i havia provocat pèrdues incuantificables. La majoria de les velles dinasties nobles havien sofert molt i albergava desitjos de venjança. A més, va ser difícil que l'antiga noblesa acceptés que gran part dels birkebeiner fossin elevats ara a la categoria de nobles. La pau, per tant, no seria duradora.
En la tardor de 1186 es va aixecar en armes un grup rebel en Viken, els Kuvlung. El seu líder era anomenat Jon Kuvlung, un home retirat de la vida monàstica que es deia fill del rei Inge I. En molts aspectes, aquest grup va ser el successor directe dels Heklung, i incloïa entre els seus membres a moltes famílies d'aquest últim partit, i novament al clergat -Kuvlung significa mantell o capa, i al·ludeix a l'hàbit dels monjos. Els Kuvlung aviat es van fer del control de l'est i l'oest de Noruega, les tradicionals places dels Heklung.
Els Kuvlung van atacar Nidaros en la tardor de 1186. L'ofensiva va prendre a Sverre per sorpresa i es va refugiar al castell de Sion (avui Sverresborg). El 1188 Sverre va navegar cap al sud amb la seva poderosa flota, empaitant els Kuvlung fins a Bergen. Sverre va assetjar aquesta ciutat en la vespra de Nadal i en el combat Jon Kuvlung va ser mort, acabant així la rebel·lió de la seva facció.
La següent amenaça de serietat va sorgir en 1193 amb els Øyskjegg. El pretendent d'aquest nou grup era Sigurd Magnusson, un nen que suposadament era fill il·legítim de Magnus V. Però el veritable líder va ser Hallkjell Jonsson, cunyat de Magnus. Després de conspirar amb Harald Maddadsson, jarl de les Órcadas, Hallkjell va poder reclutar al seu exèrcit a les illes Orcadas i Shetland, d'on es va originar el nom del grup (barbes de les illes). Els Øyskjegg es van establir a Viken, van capturar Bergen i finalment s'enfrontaren amb Sverre en la batalla de Florvåg, el 3 d'abril de 1194, on Hallkjell va morir amb la majoria dels seus seguidors.

## Enemistat amb l'Església
Quan l'arquebisbe de Nidaros Øystein Erlendsson va morir el 1188, el bisbe de Stavanger, Erik Ivarsson, va ser designat successor seu. 

L'Sverre es va apropar a l'Erik amb l'objectiu de ser coronat rei -la prova definitiva del reconeixement de la seva autoritat-, però la relació entre la corona i l'església aviat va derivar en ruptura quan el rei va començar a soscavar els privilegis del clergat, a despit de l'establert a la llei eclesiàstica redactada per Sant Olaf. 
Amb l'arquebisbe absent, l'Sverre va augmentar la pressió sobre els bisbes, en particular sobre en Nicolau Arnesson (norrè: Nikulás Árnason; noruec: Nikolas Arnesson o Nikolaus Arnesson), bisbe d'Oslo des de 1190. En Nicolau era mig germà del difunt rei Inge I, havia participat en la guerra civil com un dels líders dels Heklungar (noruec: Heklungane), i era sospitós de donar suport als Øyskjeggar o Øyskjeggene (norrè: Eyskeggjar). Després de la derrota dels Øyskjeggar a la badia de Florvåg, l'Sverre es va entrevistar amb en Nicolau, a qui va amenaçar amb un sever càstig sota l'acusació d'alta traïció. Acorralat, en Nicolau va accedir a coronar rei l'Sverre el 29 de juny del 1190. 
Mentrestant, l'arquebisbe Erik va rebre una resposta de Roma. En un breu papal del 15 de juny de 1194, el Papa Celestí III va decidir recolzar l'arquebisbe Erik i els drets de l'Església de Noruega. La carta va enfortir l'Erik, qui va aprofitar l'ocasió per excomunicar l'Sverre i va excomunicar igualment els bisbes noruecs que el 29 de juny del 1194 havien assistit a la coronació del rei Sverrir per l'arquebisbe Nicolau.
A la primavera següent, l'Sverre va enviar a Roma l'encara fidel bisbe Tore de Hamar (norrè: Þórir, biskup á Hamri-Kaupangi). Segons la saga, en Tore va tornar en 1197 amb una carta del papa que anul·lava l'excomunicació, i poc després va morir en circumstàncies misterioses. La majoria dels historiadors s'inclinen a creure que el breu papal era una falsificació que va ser utilitzada per l'Sverre com a arma política, sense que en la realitat se li retirés l'excomunió.
Amb la mort d'en Celesti, el nou Papa Innocenci III va acusar l'Sverre de falsificador i va convidar els reis veïns a enderrocar el monarca noruec. No obstant això, Suècia va continuar recolzant de manera activa els birkebeiner i en Joan sense Terra va enviar mercenaris a Noruega en suport de l'Sverre.

## La guerra bagler
Durant la primavera de 1196 es va formar en Halør, Dinamarca, un nou grup opositor a Sverre, que seria conegut com els bagler. Els líders eren Nicolás Arnesson, bisbe d'Oslo, i els nobles Reidar el Missatger i Sigurd Jarlsson, aquest últim un fill il·legítim de Erling Skakke. El bisbe Erik de Nidaros també va atorgar el seu suport al nou grup. Els bagler van triar com el seu rei a Inge Magnusson, fill de Magnus Erlingsson.
Els bagler van arribar a Noruega i aviat van establir un ferm control sobre la regió de Viken, amb la ciutat d'Oslo com la seva principal seu política.
En la primavera de 1197, Sverre va convocar al leidang (lleva) en les parts septentrional i occidental del país i al maig atacava Oslo amb una força considerable de 7,000 homes. després de moltes baixes en ambdues parts, els bagler es van veure obligats a retrocedir terra endins. El rei Sverre es va ocupar un temps de recaptar impostos a la regió, però sota l'amenaça d'un motí entre les seves tropes, va haver de partir a Bergen, on va decidir passar l'hivern. Mentrestant els bagler s'havien desplaçat per terra cap al nord, fins a Trøndelag, i van poder entrar en Nidaros. La guarnició de Sverresborg va ser destruïda i Trøndelag, la regió que havia estat la llar de Sverre, va quedar en mans de l'enemic.
L'any següent, 1197, va ser molt dolent per Sverre. Al maig, va llançar un atac per recuperar Trøndelag però la flota birkebeiner va ser aixafada pels vaixells dels bagler, de menor grandària. 
Després de la derrota, Sverre va tornar a Bergen, perseguit per un exèrcit bagler bastant superior, sota el liderat de Nicolás Arnesson i Hallvard de Såstad. L'11 d'agost, els bagler van calar foc a Bergen, i la ciutat seria destruïda per complet, inclosos els temples. Sverre va escapar amb la major part dels seus homes cap a Trøndelag.
Allí va engegar la construcció d'una nova flota abans que els bagler arribessin a la regió. A principis de juny de 1199, els bagler es trobaven en el Fiord de Trondheim, i el dia 18 del mateix mes, les dues flotes es van enfrontar en la Batalla de Strindafjord. En aquesta ocasió, Sverre va conquistar la victòria, i els bagler supervivents van escapar a Dinamarca.
Sverre va recuperar el control de Viken, la regió dels bagler. La població es va mantenir hostil i els camperols de diverses parts de la regió van marxar cap a Oslo amb l'objectiu d'expulsar els birkebeiner. Els rebels, sense entrenament militar, van ser derrotats en batalla el 6 de març de 1200. No obstant això, la posició dels birkebeiner a la zona va romandre feble, i Sverre va decidir tornar a Bergen.
Amb Sverre fora de Viken, els bagler es van reorganitzar, van tornar de Dinamarca, i aviat van recuperar el seu domini a Noruega oriental. Els dos grups van continuar la guerra amb incursions als territoris enemics sense grans canvis en les conformacions territorials i sense grans victòries, encara que els birkebeiner van mantenir la seva supremacia en el mar.

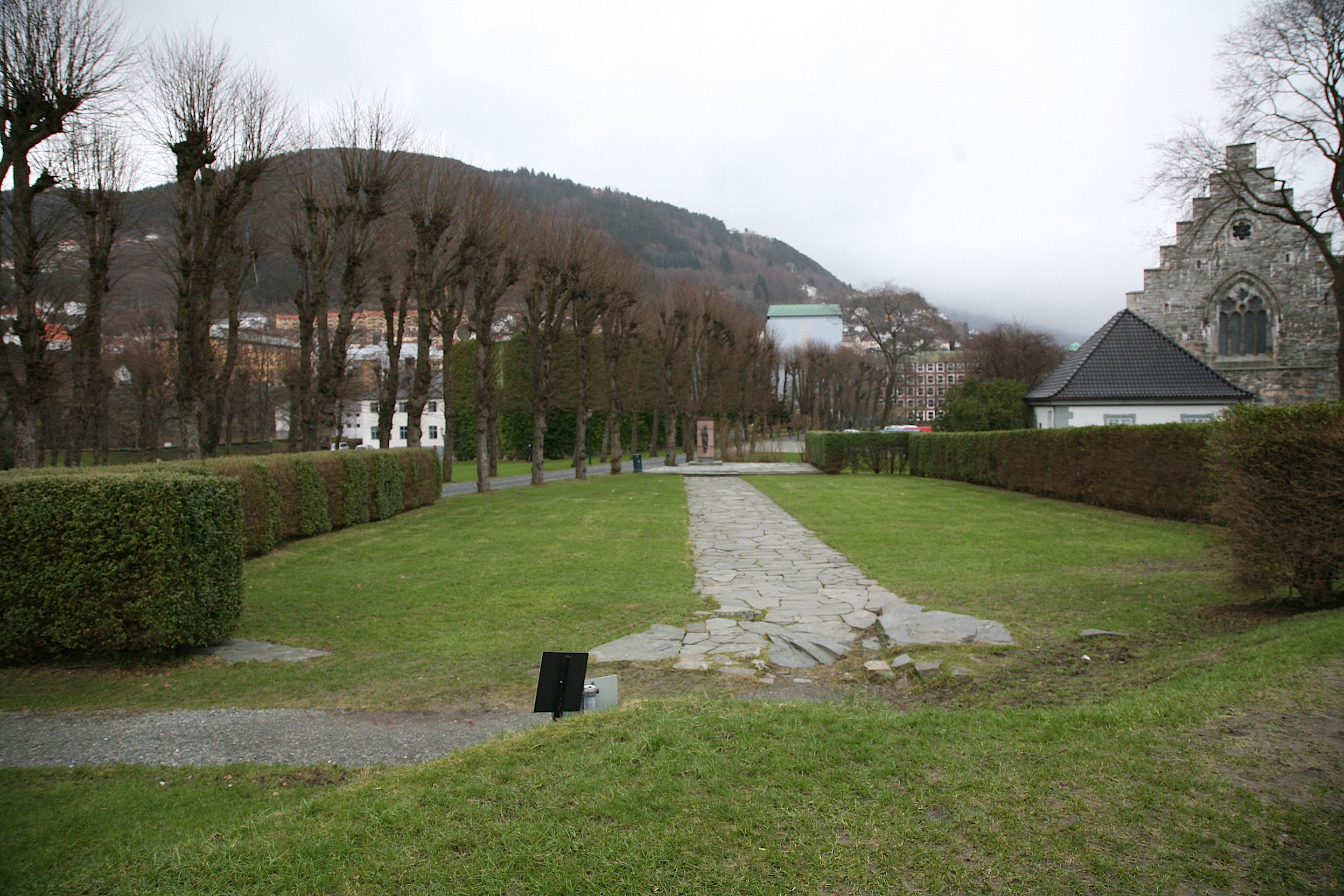
Antiga catedral de Bergen en l'actualitat, lloc de la tomba de Sverre. Només romanen els fonaments.

El la primavera de 1201 Sverre va sortir de Bergen amb la seva flota i un gran exèrcit produït en bona part per la lleva, en el que seria la seva última campanya militar. Amb aquest exèrcit va poder, sense oposició, cobrar impostos de guerra a banda i banda del Fiord d'Oslo durant l'estiu. Al setembre va acampar en Tønsberg i va posar lloc a la Fortalesa de Tønsberg, defensada per Reidar el Missatger i els seus homes, qui es va rendir i Sverre va decidir tornar a Bergen.
Durant el viatge, Sverre va emmalaltir, i en arribar a Bergen, el monarca es trobava en agonia. En el seu llit de mort, va nomenar al seu únic fill supervivent, Haakon, com el seu hereu i successor, i en una carta, li va aconsellar buscar la reconciliació amb l'Església. Sverre va morir el 9 de març de 1202. Va ser sepultat en la Catedral de Bergen

## Família
Se sap que va tenir una relació amb una dona de les illes Fèroe de nom Astrid Rõsdatter (n. 1156) amb qui va tenir dos fills:
- Cecilia (n. 1188).
- Ingeborg (n. 1190). Esposa del príncep suec Carlos Sverkersson (fill de Sverker II).

En 1185 es va casar amb Margarita Eriksdotter, filla del rei Erik IX de Suècia. Amb ella va tenir quatre fills:
- Haakon III (mort en 1204). Rei de Noruega.
- Sigurd Lavard
- Erling Sverresson (n. 1190)
- Cristina Sverresdatter (morta en 1213). Esposa de Felipe Simonsson, rei dels bagler.